# Joaquim Josep Veà Baró
Joaquim Josep Veà Baró (San Andrés de Palomar, Barcelona, 11 de octubre de 1958 - Barcelona, 23 de febrero de 2016) fue un científico primatólogo español.
Discípulo de Jordi Sabater Pi, fue profesor de psicobiología de la Universidad de Barcelona y director del Centro Especial de Investigación de Primates de la misma universidad. Su investigación en la selva de Zaire y Veracruz se centró en las relaciones entre el medio ambiente y el comportamiento de los primates no humanos en la naturaleza y los cambios producidos en estas relaciones debido a la actividad humana.
Murió en Barcelona el 23 de febrero de 2016, dos años después de que se le detectara un cáncer.

## Actividad profesional
Joaquim Veà obtuvo su licenciatura en psicología por la Universidad de Barcelona en 1983, y tres años más tarde, en 1986, obtuvo su doctorado con una tesis sobre la conducta animal, denominada Modelos funcionales en la conducta animal: simulación de un sistema motivacional.
Antes incluso de su licenciatura publicó Cociente intelectual y diferencias individuales (1982), y, desde 1983, empieza a interesarse por los temas relativos a la conducta animal, un aspecto sobre el cual desarrollaría su tesis doctoral después de publicar Procesos cognitivos en la conducta animal: una aplicación psicolingüística (1983) y Conducta simbólica en la rata blanca: simulación del aprendizaje de palabras (1986), unos trabajos que analizan las posibilidades de trasladar a los humanos los resultados de los experimentos conductuales en especies animales inferiores.
Fue un estrecho colaborador y discípulo del doctor Jordi Sabater Pi, descubridor de Copito de Nieve, con quien compartió trabajos de investigación sobre los bonobos o chimpancés pigmeos en la selva de Zaire, en 1988. Unos trabajos que se enmarcan dentro del periodo 1985-1996 en qué focalizó su investigación en la variabilidad conductual y los procesos de adaptación. Además de las publicaciones conjuntas con Sabater Pi, de este periodo destacan varios estudios sobre comportamiento de los primates, entre otros, Conducta instrumental del chimpancé (Pan troglodytes) en su hábitat natural (1988), e Innovación y difusión de patrones de conducta en las sociedades de primates: el nacimiento de la cultura (1990). También acompañó a Sabater Pi cuando este fue presidente de la Asociación Española de Primatología, actuando como vicepresidente, en 1997.
El año 2000 realizó un proyecto de reconocimiento de la reserva de fauna de Conkovati (Congo-Brazzaville).

### Relación con Veracruz

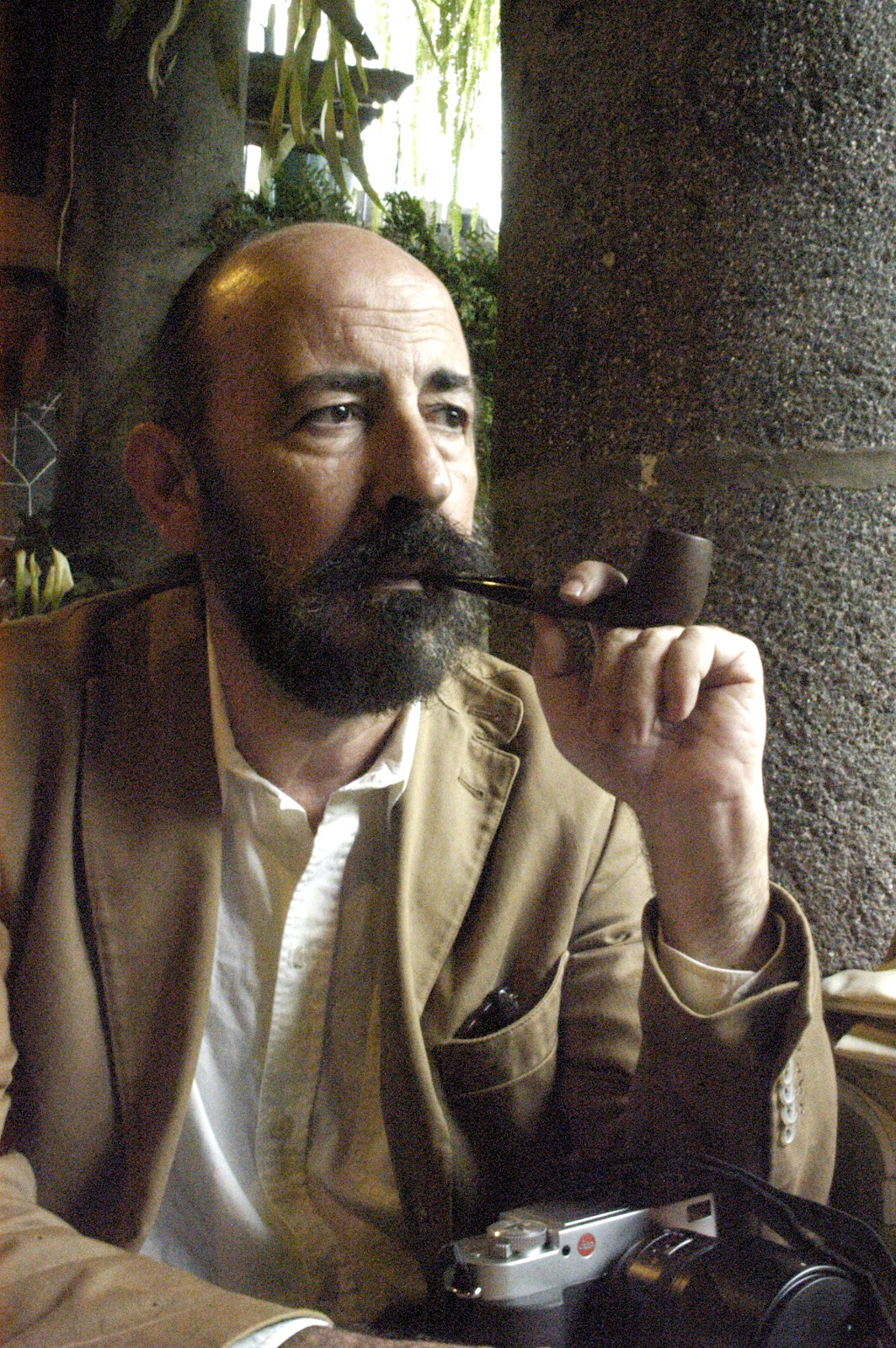
En una de sus últimas estancias en Veracruz

El año 1997 entró en contacto con la Universidad Veracruzana con la participación en un programa de intercambio de profesores universitarios organizado por la Agencia Española de Cooperación Internacional que se repitió en 1998 y 1999, donde conoció a Ernesto Rodríguez Luna con quien siguió colaborando posteriormente.
Este primer contacto permitió firmar un convenio de colaboración entre la facultad de Psicología de la Universidad de Barcelona y el Instituto de Neuroetología de la Universidad Veracruzana, en 2000.
El año 2001 empezó su contacto con la selva de Los Tuxtlas en Veracruz, México. Considerada la selva más septentrional del planeta y declarada reserva de la biosfera por la UNESCO, para Veà supuso la oportunidad de profundizar en los aspectos etológicos ya iniciados con Sabater Pi.
Desde el año 2002 se amplía la colaboración institucional incorporando estudiantes de ambas universidades en los trabajos de investigación a la selva. Esta actividad ha permitido la participación de una cincuentena de estudiantes en los primeros 10 años y se ha concretado en una veintena de tesis sobre aspectos relacionados con las colonias de alouatta palliata estudiadas in-situ, de las cuales Joaquim Veà ha sido el director de tesis en la mitad de ellas.
El año 2005 empezó a investigar sobre los efectos del aislamiento en "fragmentos de selva", creadas por la deforestación, en las poblaciones de alouatta. Esta especie vive a los árboles sin prácticamente bajar a tierra y la fragmentación de la selva los provoca, de facto, la inmovilización en un territorio.
El año 2011 realizó una nueva campaña en Los Tuxtlas, en la zona del volcán San Martín, en un trabajo conjunto entre la Universidad de Barcelona y la Universidad Veracruzana. El equipo, codirigido por Joaquim Veà y Ernesto Rodríguez Luna de la universidad mexicana, investigaron el impacto de la fragmentación territorial en la conservación de la alouatta palliata. Si bien la especie no está amenazada a escala mundial, dentro de la selva de Veracruz se ha detectado un retroceso de la población motivo por el cual se inició este trabajo de análisis colaborativo.
Uno de los motivos del retroceso era motivado por la competencia del espacio con los humanos. En este sentido, Veà declaraba en 2011: "Hay que planear como van a convivir las poblaciones humanas con las políticas de conservación de este hábitat. No se puede confiar en una explotación 'sostenible' de los recursos naturales, porque cuando una determinada actividad humana tiene éxito con la extracción de recursos, pasa a practicarse intensivamente y rompe el equilibrio. Por este motivo, es indispensable involucrar su población humana en la conservación.
Para poder controlar las posibles migraciones entre diferentes espacios aislados de la selva, hicieron un seguimiento genético de las poblaciones en colaboración con la universidad de Cambridge.
Los resultados de los estudios sobre la fragmentación de poblaciones identificaban un incremento del estrés, especialmente entre las hembras, cuando un macho ajeno al grupo se acercaba en la zona, puesto que sentían amenazada la prole. También la limitación de alimentos en zonas de superficie reducida forzaban los individuos a adaptar su alimentación con un empobrecimiento de la dieta. Veà destacaba que "si bien esta situación mostraba hasta qué punto puede llegar la capacidad de adaptación de los individuos, en determinados casos, la subalimentación puede derivar en problemas de salud que harían inviable la población". Unos resultados trasladables a los humanos que "no siempre comen todo el que tendrían que comer, como sucede en países subdesarrollados con problemas de desnutrición, de raquitismo, de enfermedades diversas, pero esto no acaba directamente con la población, simplemente provoca que cambien sus características".

### Centro Especial de Investigación de Primates
Desde el año 1990 los grupos de investigación de la Universidad de Barcelona implicados en los temas del origen de la especie humana y del comportamiento de los primates trabajan en colaboración, una iniciativa única en el ámbito internacional. Por primera vez, el estudio de la evolución y el comportamiento de la especie humana, como también otros primates, se hace con equipos de investigación conjuntos provenientes de diferentes disciplinas: Evolución de los Homínidos y Otros Primates; HOMINID, Grupo de Orígenes Humanos, y Tecnología Informática en Ciencias del Comportamiento. Este conjunto constituye el Centro Especial de Investigación de Primates (CERP), del cual Joaquim Veà  era director. Es desde este centro dependiente de la Universidad de Barcelona desde donde se coordinan los trabajos de investigación de campo con primates.

### Actividad docente
En su última etapa, era profesor titular del departamento de Psiquiatría y Psicobiología Clínica de la Universidad de Barcelona.
Ha sido director de una docena de tesis doctorales en la Universidad Autónoma de Madrid y la Universidad de Barcelona relacionadas con las investigaciones de los primates de Veracruz.
Ha formado parte del consejo científico de diferentes estudios de posgrado internacionales, como los de "Comportamento Animal @e Primatologia. Portugal – México 2008-2009".

## Otras actividades
Joaquim Veà era una persona polifacética, ávido lector y preocupado por la sociedad que lo rodeaba. Fue capaz de combinar la actividad como bombero voluntario con acciones divulgativas sobre comunicación humana. Su inquietud cultural lo hizo vincularse en el Centro de Estudios Sitgetans desde su fundación en 1975, y fue vocal de la entidad en 1992.
La fotografía como herramienta básica para cualquier investigador ha sido transformada por Joaquim Veà en una de sus pasiones y ha convertido en arte lo que ya sólo tenía valor funcional o científico. En esta vertiente, el científico se presentaba con el pseudónimo de Ricard Baró. Había realizado varias exposiciones en Sitges, Barcelona y en México, donde contó con el apoyo de Rosa María López, directora de la Fototeca Juan Malpica Mimendi del puerto de Veracruz, a la cual conoció en uno de sus viajes y que posteriormente fue su esposa. Dedicado a la fotografía desde los años 1980 pasó del analógico al digital donde desarrolló un estilo basado en el tratamiento digital y la saturación del color para conseguir imágenes mágicas.
Frecuentó la fotografía de desnudo femenino, y especialmente la fotografía de naturaleza de la selva de Veracruz. En una exposición realizada en Xalapa bajo el título "Desnudo temblor de árboles delgados", Ricardo Baró usó sus imágenes para denunciar la presión humana sobre la selva que observaba a sus investigaciones:

"Los árboles sostienen el cielo" decían nuestros antepasados
 y ya saben, ahora el cielo se nos está cayendo.
¿Puede mostrarse las belleza de un desastre? Creo que sí.
Ricard Baró 

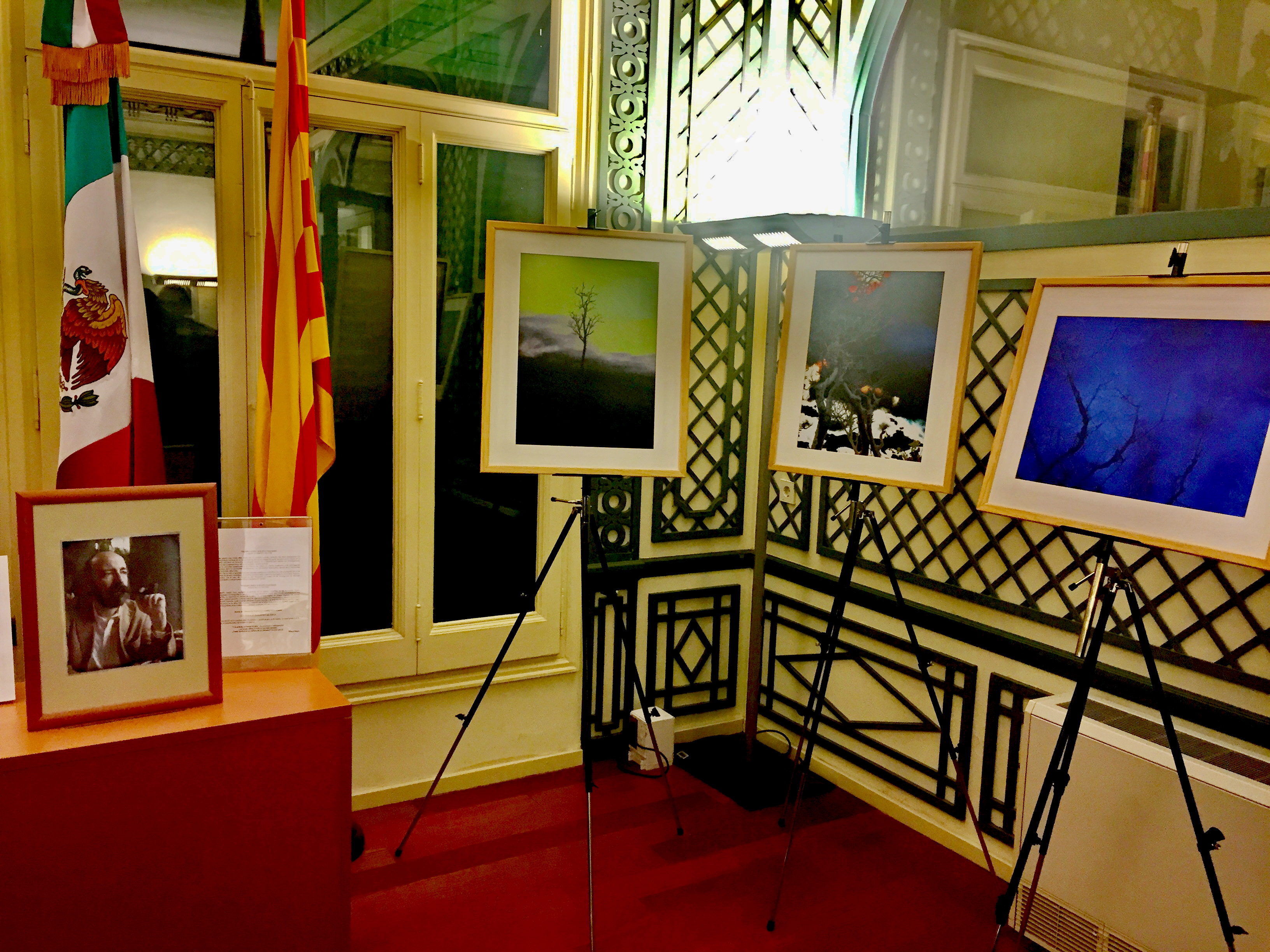
Exposición fotográfica de Joaquim Veà Baró en el consulado de México en Barcelona. Diciembre-2015

La última exposición hecha en diciembre de 2015 en el consulado de México de Barcelona, cuando Veà estaba en una fase avanzada del cáncer que acabaría con su vida, fue un reconocimiento muy especial de las autoridades mexicanas a su implicación profesional durante los últimos 15 años con el estado de Veracruz y su reserva natural.

## Libros publicados
- Veà Baro, J.J.. Cociente intelectual y diferencias individuales (en castellano).  Oikos-Tau, 1982. ISBN 84-281-0508-1.
- Veà Baró, J.J.; Colell, Montserrat. Etología.  Universidad de Barcelona, 1997. ISBN 84-922004-5-6.
- Sabater Pi, Jordi; Veà Baró, J.J.. Nest building and population estimates of the bonobo from the Lokofe-Lilungu-Ikomaloki Region of Zaire (en inglés), 1990.
- Sabater Pi, Jordi; Veà Baró, J.J.. Estudio eto-ecológico del chimpancé bonobo (Pan paniscus) de la región de Lokofe-Lilungu-Ikomakoli (Dist. de Ikela) Zaire (en castellano), 1990.
- Veà Baró, J.J.; Sabater Pi, Jordi. Técnicas para el estudio de los primates en su hábitat natural (en castellano). Universidad de Barcelona. Departamento de Psiquiatría y Psicobiologia Clínica, 1995.
- Veà Baró, J.J.; Colell Mimó, Montserrat. Etología.  Ediciones Universitat Barcelona, 1997. ISBN 9788492200450 [Consulta: 23 de diciembre de 2015].
- Veà Baró, J.J.; Sabater Pi. «Técnicas para lo estudio de la conducta de los primates en su habitado natural». A: Observación en etología (animal-humana) (en castellano).  Ediciones Universidad Barcelona, 1999. ISBN 9788483381113 [Consulta: 23 de diciembre de 2015].
- Martínez Contreras, Jorge; Veà Baró, J.J.. Primates : evolución, cultura y diversidad : homenaje a Jordi Sabater Pí (en castellano).  México, D.F.: Centro de Estudios Filosóficos, Políticos y Sociales Vicente Lombardo Toledano, 2002.
- Veà Baró, J.J.. Primates: Origin, Evolution and Behaviour (en inglés).  Parco Científico de Barcelona, 2003. ISBN 9788460766360.